# Anatomie d'un crime
Ne doit pas être confondu avec Anatomie d'une chute.
Pour les articles homonymes, voir Anatomie (homonymie).
Anatomie d'un crime (titre original : What Came Before He Shot Her) est un roman social d'Elizabeth George, paru en 2006 puis publié en français aux Presses de la Cité en 2007.
Contrairement aux autres romans de la série « Inspecteur Lynley », il ne s'agit pas d'un roman policier et il n'y a pas d'intrigue policière à proprement parler : dès la première phrase du roman, l'autrice présente un adolescent accusé de meurtre (« C'est un trajet en bus qui marqua l'entrée dans le crime de Joel Campbell, onze ans à l'époque. »). Thomas Lynley n'intervient pas du tout dans le récit, et Barbara Havers n'est citée qu'une fois à l'avant dernière page de l'ouvrage, sans qu'elle dise le moindre mot.
Le roman évoque les événements qui se déroulent concomitamment au récit de Sans l'ombre d'un témoin et qui aboutissent au meurtre d'Helen Clyde par un jeune adulte et un pré-adolescent. L'intrigue réside dans les déterminismes sociaux qui conduisent à ce meurtre. Elizabeth George dépeint les quartiers pauvres de Londres, la misère qui y règne, l'immigration, le décrochage scolaire, les viols d'enfants, la prostitution, la consommation de drogue, le caïdat, les gangs.

## Principaux personnages
- Glory (citée seulement) : mère de Carole Campbell et de Kendra Osborne ; grand-mère de Vanessa, Joel et Toby Campbell.
- Kendra (« Ken ») Osborne : 40 ans, fille de Glory et sœur de Carole Campbell ; tante de Vanessa (« Ness »), Joel et Toby Campbell.
- Carole Campbell : 42 ans, fille de Glory et sœur de Kendra Osborne ; mère de Vanessa (« Ness »), Joel et Toby Campbell.
- Les enfants Campbell :
  - Vanessa (« Ness ») Campbell : 15 ans, fille de Carole, nièce de Kendra, petite-fille de Glory.
  - Joel Campbell : 11 ans, fils de Carole, neveu de Kendra, petit-fils de Glory, personnage central du roman.
  - Toby Campbell : 8 ans, fils de Carole, neveu de Kendra, petit-fils de Glory.
- Dix D’Court : 23 ans, petit ami de Kendra.
- Fabia Bender : assistante sociale.
- Majidah Ghafoor : Pakistanaise responsable d'un centre pour mineurs.
- Ivan Weatherall : travailleur social.
- Jeunes délinquants du quartier de North Kensington :
  - Stanley Hynds, dit « la Lame » : délinquant à la tête d'un trafic de drogue.
  - Calvin Hancock : garde du corps de « la Lame ».
  - Neal Wyatt : petit loubard de quartier.
- Arriba : petite amie de « la Lame ».
- Cordie Durelle : collègue de travail de Kendra.

## Résumé
Le récit se déroule  en 28 chapitres.

### Présentation des personnages
Chapitres 1 à 5.
Joel Campbell (11 ans) est un adolescent d'origine jamaïcaine. Il vit dans la banlieue de Londres, à North Kensington, avec sa grande sœur Vanessa (dite « Ness » - 15 ans) et son petit frère Toby (dit « Tobe » - 8 ans), sous la houlette de Kendra, la tante des trois enfants. Leur père est mort quand ils étaient en bas âge, et leur mère Carole est hospitalisée en psychiatrie en raison de troubles mentaux. Glory, la grand-mère qui s'occupait d'eux depuis le décès du père et l'hospitalisation en psychiatrie de la mère, vient de les abandonner pour retourner en Jamaïque. Kendra est masseuse et a du mal à s'occuper des trois enfants. 
Commençant à décrocher sur le plan scolaire, Vanessa commence à sortir un peu trop souvent et un peu trop longtemps. Ayant envie de fumer du cannabis, elle achète ce produit en ayant des relations sexuelles avec « la Lame », un trafiquant notoire de drogue. Elle a donc des relations sexuelles avec lui et, au bout de quelques semaines, le quitte quand elle s'aperçoit qu'il a déjà eu deux enfants de deux femmes différentes et qu'il les abandonnées sans remords. « La Lame » prend très mal cette rupture et promet qu'il se vengera.
Toby est un petit garçon naïf et gentil, retardé mental, qui vit dans son monde. Il est balloté par les événements, sans comprendre les raisons de ce qui arrive aux membres de la famille.
Joel a lui-aussi décroché sur le plan scolaire. Un peu à la dérive, ayant un statut familial mal défini (il n'est ni une fille, ni l'aîné, ni le puîné, ni atteint de troubles mentaux), il trouve un peu d'aide et de réconfort auprès d'Ivan, un travailleur social qui l'aide à reprendre confiance en lui dans une association où l'on fait de la poésie en vers libres (prose poétique).
Kendra entame une liaison sentimentale avec Dix, passionné de culturisme, de 17 ans son cadet.

### L'engrenage
Chapitres 6 à 25.
Après sa rupture avec « la Lame », Vanessa a une embrouille avec Neal, un petit loubard du quartier. Celui-ci promet qu'il se vengera.
Un soir où « la Lame » vient à l'appartement de Kendra pour faire peur à Vanessa, Dix arrive à l'appartement et se bagarre avec le truand, qui a le dessous. Il lâche le couteau à cran d'arrêt qu'il porte toujours avec lui (et qui lui a servi de forger le pseudonyme de « la Lame ») et s'enfuit avec la rage au ventre. Joel récupère le couteau sans savoir qu’en faire.
Vanessa, avec deux autres adolescentes à la dérive, agresse une femme pour lui voler son sac. La femme résiste, se rebiffe, maîtrise Vanessa, appelle la police, et Vanessa se retrouve en garde à vue au commissariat de police. Les services sociaux sont alertés.
Afin de protéger sa grande sœur, Joel contacte, par le truchement de Calvin Hancock (dit « Cal »), « la Lame » et lui demande de mettre en garde Neal. À titre de bonne volonté, Joel lui restitue son couteau à cran d'arrêt. « La Lame » accepte d'impressionner Neal à condition que Joel lui rende un service. Joel accepte le marché sans savoir quel sera ce « service ».
Plus tard, Vanessa est agressé par une bande de jeunes gens qui tentent de la violer. Grâce à l'intervention d'un passant, elle est sauvée du viol, mais l'événement ravive des événements traumatisants qui s'étaient produits quelques années auparavant : un ami de Glory, quand celle-ci partait en boîte de nuit, l'avait violée à de nombreuses reprises. Ceci explique le comportement très sexualisé de Vanessa à l’égard des hommes.
Joel est encore plus décidé à protéger Vanessa de Neal. « La Lame » le met à l'épreuve et lui fait passer un test : Joel passe un après-midi et une nuit dans un cimetière. Quand Joel rentre à la maison, Kendra est bouleversée : elle a pensé à un enlèvement ou à un meurtre. La police a été avertie.
Puis, après cette épreuve, « la Lame » ordonne à Joel de se rendre avec Cal dans une rue pour voler une personne. Dans cette optique il lui remet un revolver pour braquer la victime. Cal et Joel se rendent dans une rue peu passante et le braquage a lieu. Comme pour Vanessa, la victime réagit : Joel est interpellé et l’arme est saisie. Il est emmené au commissariat de police. Une enquête est ouverte. Les services sociaux sont alertés. Quand il ressort du commissariat, il n'a, pendant un temps, aucune nouvelle de « la Lame ». Quand il en a, le jeune truand lui ordonne de recommencer un nouveau braquage, et cette fois-ci, de le réussir. À cette fin, il lui remet un second revolver.
Dans la famille, la situation s'aggrave : Vanessa tente de tuer à coups de ciseaux Neal, commanditaire de la tentative de viol. Elle rate son but et est placée en foyer. Elle a une dispute avec Dix. Une bagarre entre Dix, Vanessa et Joel a lieu ; la police est alertée. Ne pouvant plus supporter l'ambiance familiale, Dix quitte Kendra.
Quelques semaines après, « la Lame » appelle Cal et Joel et leur fixe une nouvelle mission de braquage. Muni du revolver, Cal entraîne avec lui Joel pour commettre le braquage.

### Le meurtre d'Helen Clyde
Chapitres 26 à 28.
Muni du revolver, Cal conduit Joel dans un quartier central de la capitale. Ils arrivent dans une rue bordée de maisons bourgeoises. Ils se cachent. Arrive une femme élégante (Helen Lynley-Clyde) qui décharge sa voiture des courses qu'elle a faites. Tandis que la conductrice de la voiture (Deborah Saint James) va la garer quelques centaines de mètres plus loin, Cal entraîne Joel. Cal menace sa victime et veut lui prendre le solitaire qu'elle porte à la main. Un coup de revolver retentit, la femme s'effondre au sol. Cal et Joel s'enfuient. Cal laisse tomber le revolver dans un jardin lors de la fuite. Une jeune fille au pair les aperçoit. Ils parviennent à quitter le quartier sans être inquiétés.
Rentré chez lui, Joel est dans un état de confusion total. Que faire face à l'échec de ce second braquage ? Il pense qu'il n'y aura aucune mesure de rétorsion de la part de « la Lame » puisque c'est Cal qui a tiré le coup de feu. Il évite de sortir de la maison et suit les actualités télévisées. C'est ainsi qu'il apprend que la victime est l'épouse d'un limier de Scotland Yard, qu'elle est comtesse et enceinte. Finalement, prenant son courage à deux mains, Joel tente de retrouver « la Lame » et Cal. Si ce dernier est introuvable, en revanche Joel revoit « la Lame ». Avec stupéfaction, il découvre que l’homme a pris à son service Neal, qui a remplacé Cal en qualité de garde du corps ! Une brève discussion a lieu entre eux : « la Lame » affirme que Cal a quitté la ville pour retourner en Jamaïque.
Quelques jours après, la police interpelle Joel alors qu'il est au parc avec Toby. Menotté, emmené au commissariat de police, il reste seul pendant quelques heures. Une femme grosse et petite (Barbara Havers) et un métis (Wilson Nkata) assistent à l'interrogatoire sans dire un mot. Les policiers lui présentent des preuves accablantes : ses empreintes digitales sur le revolver, sa reconnaissance sur photographie par la jeune fille au pair, un enregistrement de vidéosurveillance où on reconnaît le visage de Joel accompagnant Cal.
La question qui taraude Joel est : faut-il dénoncer Cal et « la Lame » ? Il ne sait pas encore ce qu'il va répondre aux policiers. Le roman se termine par cette phrase : « (…) il savait que ce qui arriverait ensuite avait été déterminé depuis longtemps par le monde immuable dans lequel il vivait. ».
Le récit ne répond pas à plusieurs questions qui restent non résolues : Helen Lynley-Clyde avait-elle été ciblée par Cal et « la Lame », ou alors l'agression était-elle le fruit du hasard ?  Le but de l'incursion dans ce quartier bourgeois était-il le vol ou alors le meurtre d'Helen Lynley-Clyde ? Cal a-t-il pressé la détente involontairement, ou alors volontairement ? Le but était-il d'impliquer Joel dans un acte grave de délinquance ? « La Lame » a-t-il voulu volontairement se venger de Joel ? Cal est-il parti en Jamaïque comme soutenu par « la Lame », ou celui-ci l'a-t-il fait assassiner ? Sans doute ne le saura-t-on jamais.

## Autour du roman
L'action de ce roman s'inscrit en parallèle avec le récit de Sans l'ombre d'un témoin.
En premier lieu, à plusieurs reprises il est fait référence dans le roman à la traque d'un tueur en série opérant à Londres (cette traque est l'objet essentiel de Sans l'ombre d'un témoin).
En deuxième lieu, ce roman se termine à un moment où les policiers, dans Sans l'ombre d'un témoin, ont fait une percée majeure dans leurs opérations policières. Les conséquences de l'agression sont amplement développées du point de vue de Thomas Lynley, de Barbara Havers et des membres de la famille d'Helen Clyde, alors que dans ce roman la mort d'Helen n'est évoquée qu'à travers le ressenti de Joel.
En troisième lieu, si le présent roman ne répond pas à certaines questions (cf. dernier paragraphe de la section précédente), on apprend dans Sans l'ombre d'un témoin que Joel n'avait aucun lien avec Colossus ni avec le tueur en série. Il n'était pas lié avec l'association qui recevait des mineurs en danger et dans laquelle le tueur en série travaillait et repérait ses futures proies. La narration de Sans l'ombre d'un témoin montre qu'il n'y a pas eu de « complot » ou de « préméditation » à l'encontre d'Helen Clyde. Il s'agissait d'un meurtre sans raison, absurde, inattendu, contingent, évitable. Helen était, comme le souligne tristement Barbara Havers, « au mauvais endroit au mauvais moment », ce qui n'est pas dit dans le présent roman.